# Флаг Рузского района
Флаг Ру́зского муниципального района Московской области Российской Федерации — опознавательно-правовой знак, служащий официальным символом муниципального образования.
Флаг утверждён 24 сентября 1999 года и внесён в Государственный геральдический регистр Российской Федерации с присвоением регистрационного номера 568.
Флаг Рузского муниципального района составлен на основании герба Рузского муниципального района по правилам и традициям геральдики и отражает исторические, культурные, социально-экономические, национальные и иные местные традиции.

## Описание
Описание флага, утверждённого 24 сентября 1999 года решением Совета депутатов Рузского района № 250, гласило:

Флаг муниципального образования «Рузский район» представляет собой алое полотнище с синей полосой вдоль нижнего края в 1/7 ширины флага, несущее изображение фигур герба района. Соотношение ширины полотнища к длине 2:3.

27 декабря 2006 года, решением Совета депутатов Рузского муниципального района № 386/48 , было утверждено положение о флаге района, в котором описание флага было незначительно изменено:

Флаг Рузского муниципального района представляет собой алое полотнище с синей полосой вдоль нижнего края в 1/7 ширины флага, несущее изображение фигур герба района. Соотношение ширины полотнища к длине — 2:3. С левой стороны флаг имеет полосу для крепления древка.

24 ноября 2010 года, решением Совета депутатов Рузского муниципального района № 150/17 , было утверждено новое положение о флаге района, в котором описание флага было изменено:

Прямоугольное красное полотнище с отношением ширины к длине 2:3, несущее изображение фигур герба Рузского муниципального района: голубую полосу вдоль нижнего края в 1/7 ширины флага, поверх края полосы четыре белых с жёлтыми рукоятями перекрещённых меча и над ними изображённого жёлтым цветом всадника, поражающего копьём крылатого змея.

## Обоснование символики
Флаг разработан по современному гербу муниципального образования «Рузский район», созданного на основе исторического герба города Руза, утверждённого 16 (29) марта 1883 года:

В червленом щите четыре наперекрест положенные серебряные меча с золотыми рукоятками, в знак многих сражений, случившихся при сем городе в древние времена.
Золотой всадник поражающий крылатого змея обозначает неизменную принадлежность Рузского района к Московской земле.
Красный цвет символ мужества, самоотверженности, геройства, храбрости, справедливой борьбы.
Голубой цвет (лазурь) — символ безупречности, возвышенных устремлений, добродетели, символ чистого неба.
Жёлтый цвет (золото) — символ прочности, богатства, величия, интеллекта и прозрения.
Белый цвет (серебро) символизирует чистоту, мудрость, благородство, совершенство, мир.

## См. также

Флаги муниципальных образований Рузского муниципального района
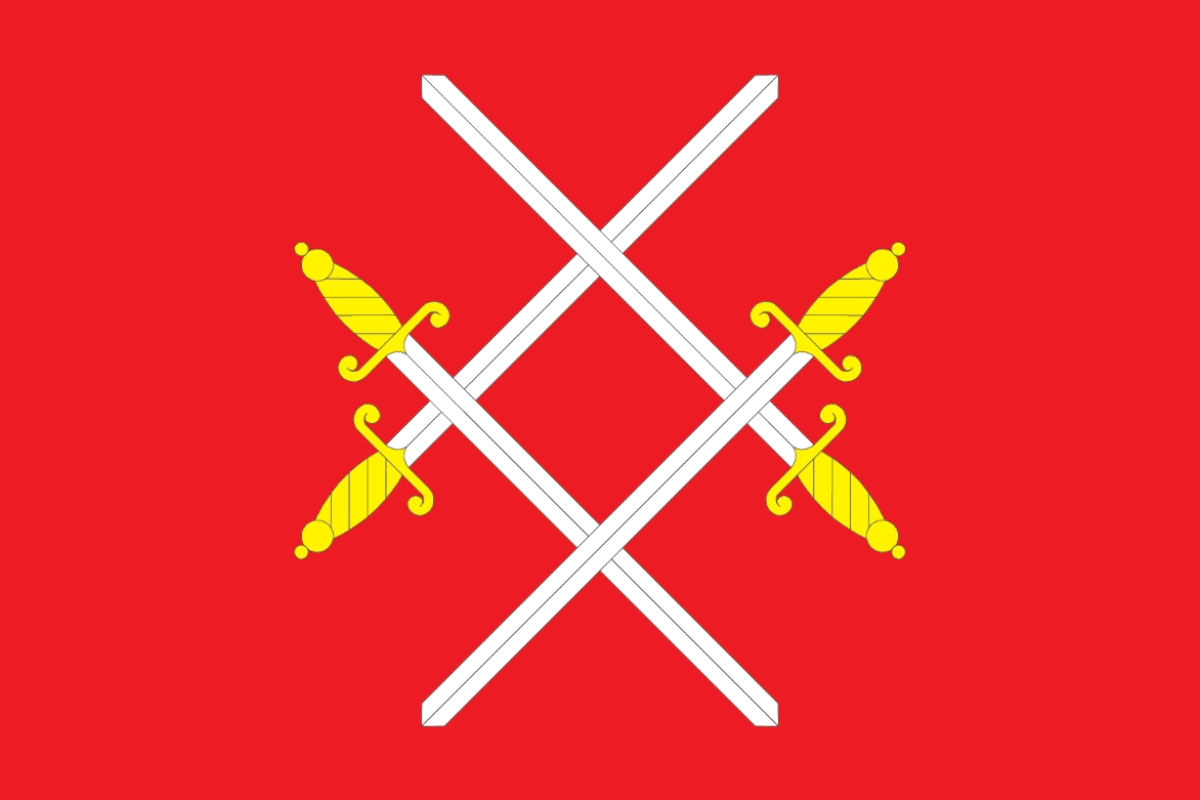
Городское поселение Руза
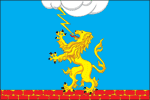
Городское поселение Тучково
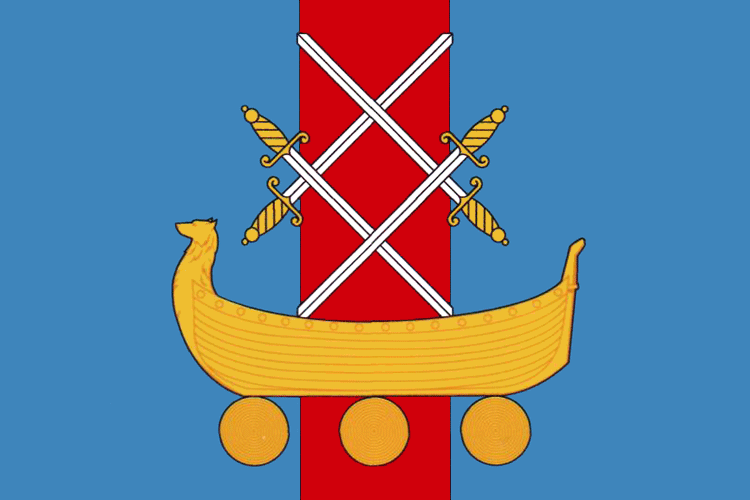
Сельское поселение Волковское
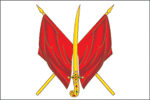
Сельское поселение Дороховское
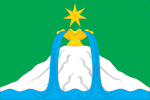
Сельское поселение Ивановское
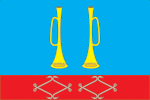
Сельское поселение Колюбакинское
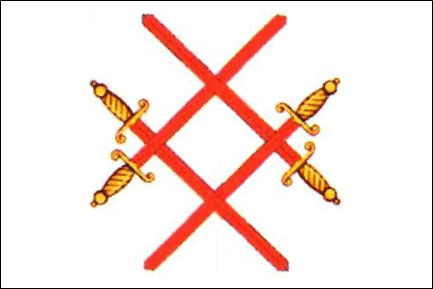
Сельское поселение Старорузское